# Capilla abierta

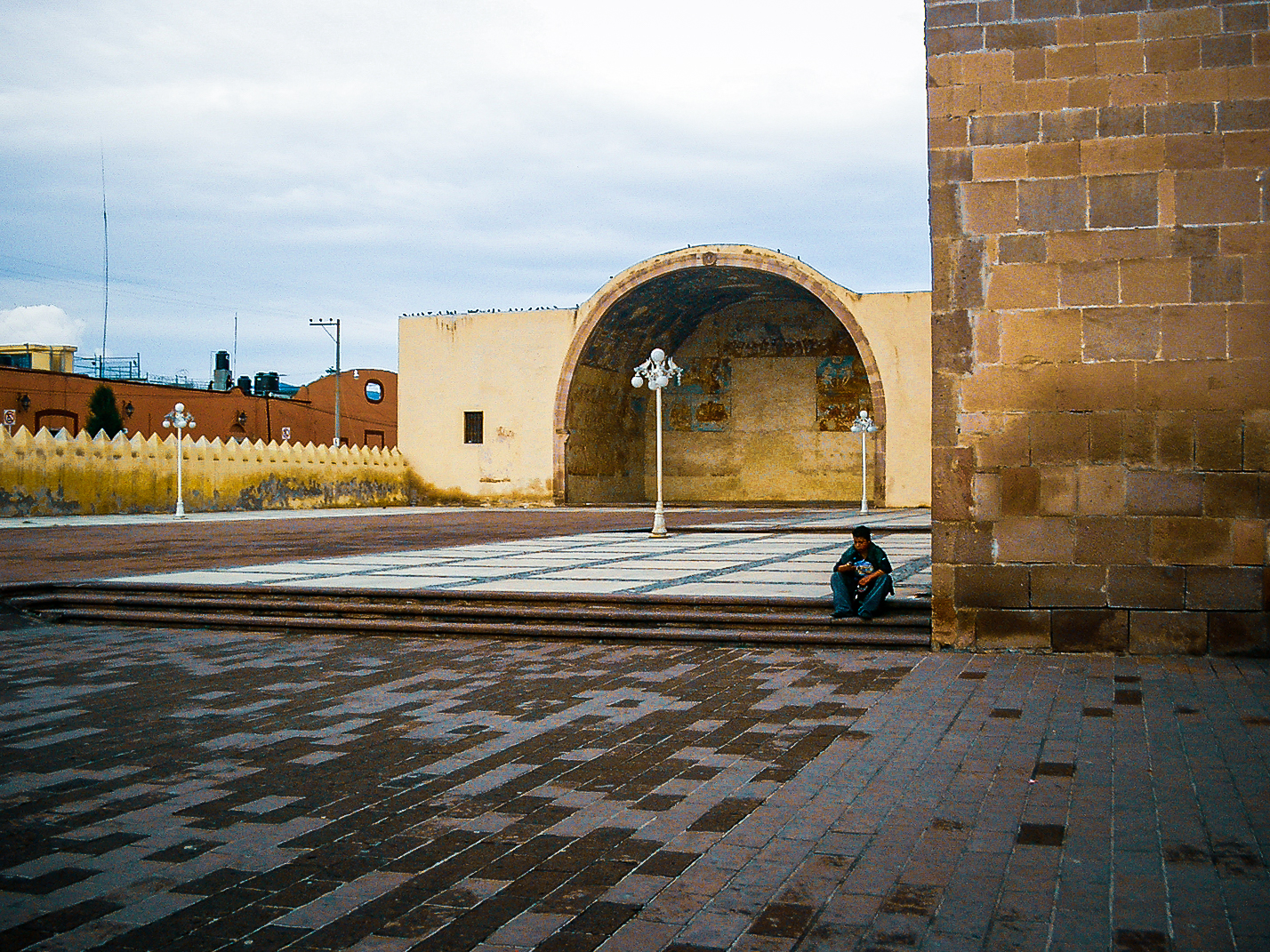
Capilla abierta en el Templo y exconvento de San Nicolás de Tolentino, Actopan, Estado de Hidalgo.

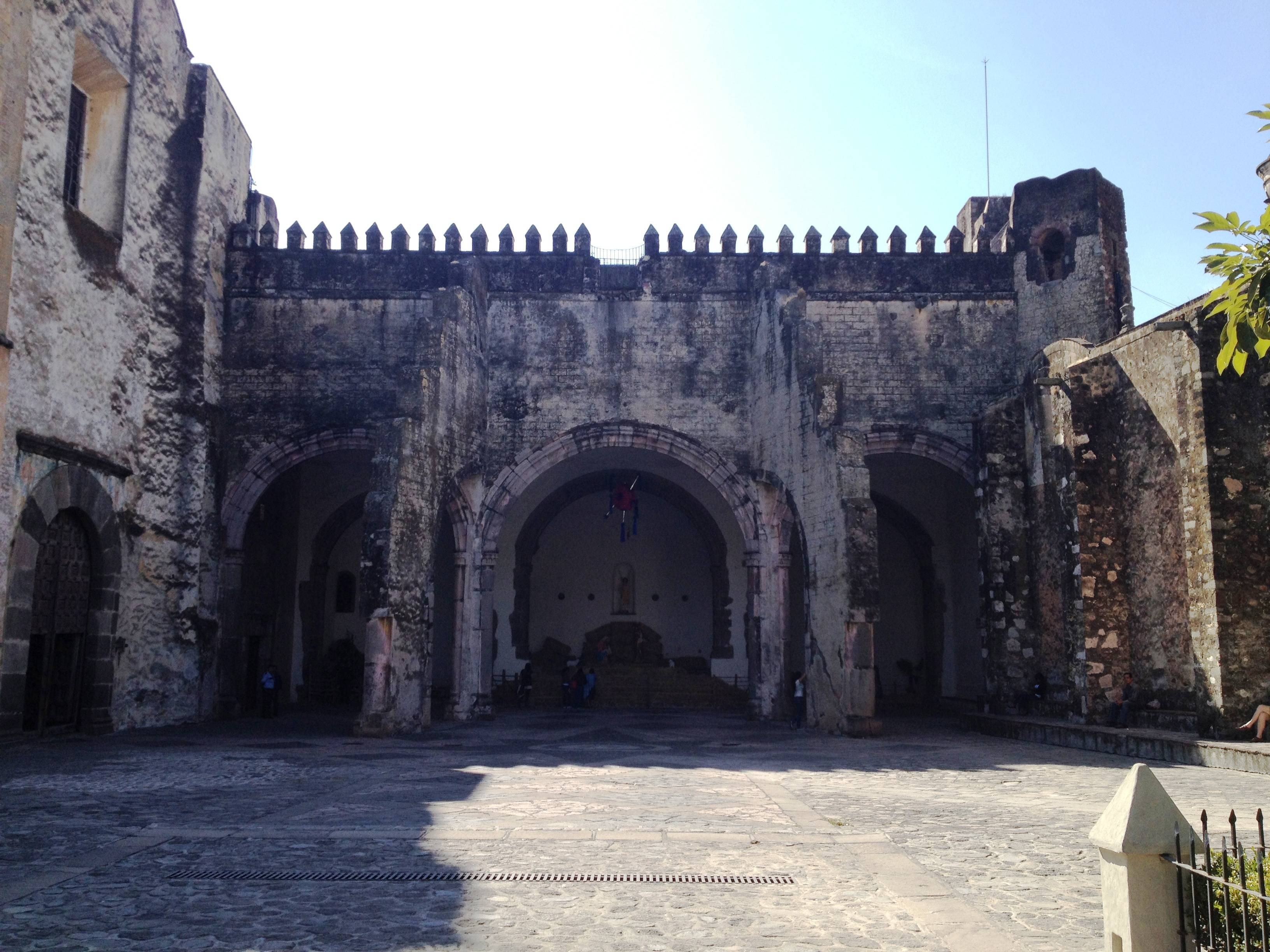
Capilla de indios en la Catedral de Cuernavaca, Morelos

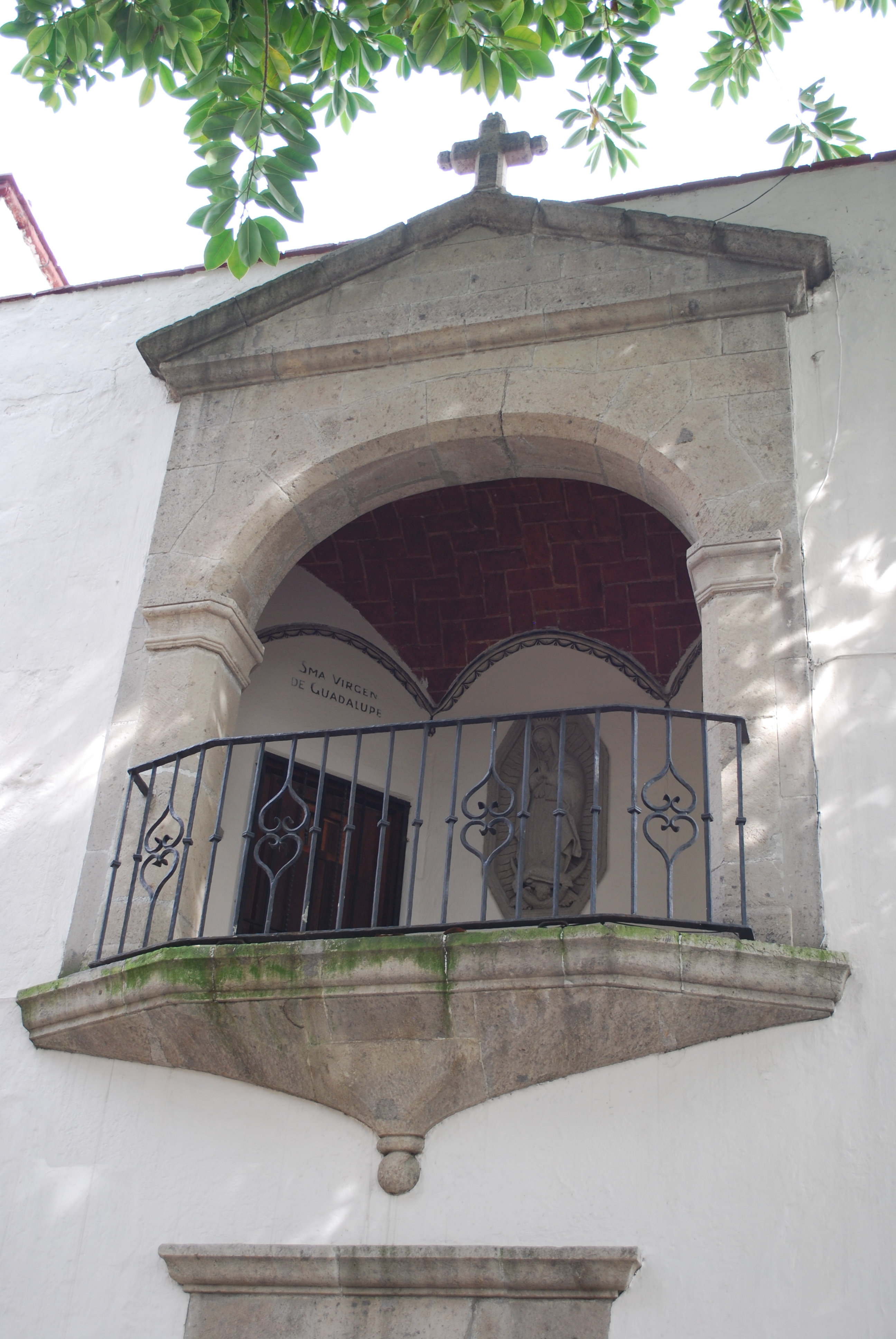
Capilla abierta de balcón en la iglesia de San Francisco Javier en La Romita, Ciudad de México

Se denomina capilla abierta, o capilla de indios, a una capilla construida con un lado abierto, casi siempre sin techo, o al menos por uno de sus lados, una solución arquitectónica realizada por los frailes mendicantes en el siglo XVI en el Virreinato de Nueva España como forma de atender a la gran cantidad de indígenas a evangelizar después de la Conquista. Tenían la función de un presbiterio externo al de la nave principal de la iglesia, ocupando el atrio como nave al aire libre. 
Esto se ha explicado de diversas maneras: la necesidad de oficiar religiosamente por parte de los frailes hizo que se continuara la costumbre de los indígenas antes de la Conquista de realizar oficios multitudinarios al pie de los enormes templos, en explanadas hechas ex-profeso para ello. De esta manera hubo una continuidad sincrética benéfica para los frailes.

## Contexto Histórico
Tras la destrucción de la Civilización Azteca hacia 1520, liderada por Hernán Cortés, comienza la conquista de los territorios Mexicanos hacia la región de Tenochtitlán, uno de los sitios más emblemáticos y de expansión indígena de manera organizada hasta entonces.
Cuando los españoles entraron en contacto con las civilizaciones que se habían desarrollado en el territorio del actual México, se encontraron con un panorama absolutamente diferente al que habían imaginado: las condiciones topográficas y naturales del lugar, el impactante nivel de desarrollo cultural, social y político, la extensión de sus asentamientos y la increíble traza urbana de su ciudad. No se trataba de tribus dispersas a base de una economía de subsistencia o carentes de fuerza política, militar o espiritual, sino que se toparon con ciudades planificadas llenas de sentido y vida. 
Así fue como los españoles continuaron su conquista iberoamericana con el condicionante previo americano, rechazándolo, aceptándolo en algunos casos particulares o construyendo directamente sobre asentamientos indígenas preexistentes.

## Los Atrios Exteriores
Las necesidades de culto y catequesis se vieron limitadas cuando se intentó adoctrinar a miles de indígenas: los espacios cubiertos resultaban insuficientes. La propia experiencia indígena de prácticas sacramentales al aire libre hizo que los conquistadores se plantearan recurrir a esta modalidad para concretar su sincretismo religioso. El atrio, lejos de concebirse como un basamento o elemento objetual, se crea a partir de la misma revitalización y valoración del ámbito natural, acotado por un cerco perimetral, e íntimamente vinculado con la idea de “casa de Dios”. Este atrio significaba para el indígena la recuperación de su espacio abierto y le permitía la posibilidad del desarrollo de sus rituales en forma de procesión, una de las variables esenciales en el culto.
En los rincones del atrio se configuraban en algunos casos las llamadas "Capillas Posas", formando parte de la muralla perimetral que cercaba al atrio. Éstas constituían pequeños edificios ordenadores del espacio externo en su uso ceremonial, cuya función cotidiana sería señalar los puntos de reunión para la evangelización y significar el recorrido procesional dentro del atrio, constituyendo un sitio preciso de “aposentamiento” de las imágenes trasladadas en catecúmenos.

## Formas
La forma de las capillas abiertas es distinta respecto a la arquitectura de cada conjunto conventual: dependiendo del número de fieles y los recursos de cada templo fueron dándose diversos estilos:
- Frente a la portería del claustro, ocupando los arcos de la misma como techo en donde eran alojados músicos y cantores así como el mismo oficiante. Son las más comunes.

- De tipo "salón" o mezquita, como la capilla real o de naturales del Convento Franciscano de San Gabriel Arcángel en Cholula, Puebla, que por su arquería adovelada guarda semejanza con la Arquitectura islámica.

- Las anexas al templo o aisladas —como en Actopan, Hidalgo—, construidas en pueblos con una alta densidad poblacional.

- Las de balcón, situando una ventana o balcón en un primer piso, como la del templo de San Agustín en Acolman, Estado de México, guardando semajanza con el púlpito.

El término fue propuesto por Manuel Toussaint.